# 郭欢
郭欢，中华人民共和国政治人物、全国脱贫攻坚先进个人。

## 生平
郭欢任安阳市殷都区都里镇东郊口村第一书记，安阳市纪委监委第九审查调查室副主任。因在脱贫攻坚战中作出突出贡献，2021年2月25日全国脱贫攻坚总结表彰大会上，郭欢被授予“全国脱贫攻坚先进个人”。